# Saison 1998-1999 du FC Nantes Atlantique
Chronologie
Saison précédente Saison suivante
La saison 1998-1999 du FC Nantes Atlantique est la 36e saison d'affilée du club en Division 1. Le FC Nantes termine 7e avec 48 points (12 victoires, 12 nuls, 10 défaites ; 40 buts pour, 34 buts contre) et remporte la coupe de France en disposant du CS Sedan-Ardennes en finale.

## Résumé de la saison
Le recrutement se veut ambitieux à l'été 1998 avec trois arrivées notables : Néstor Fabbri, qui reste en France après sa participation à la Coupe du monde avec l'Argentine, Antoine Sibierski qui souhaite se relancer après des soupçons de dopage infondés lors de son passage à AJ Auxerre et enfin le jeune attaquant argentin Diego Bustos qui impressionne en début de saison mais dont l'élan est arrêté par une blessure qui l'empêchera de retrouver ce niveau. Parmi les départs notables, Jean-Michel Ferri rejoint Istanbulspor et Jocelyn Gourvennec tente un pari marseillais. Kléber Bobin remplace également Jean-René Toumelin à la présidence du club. 
Le FCNA du néo-capitaine Mickaël Landreau se porte mieux, termine 7e du championnat et remporte la coupe de France après une finale sans gloire contre Sedan, sur un pénalty litigieux (simulation) transformé par Monterrubio (58e). Ces résultats sont prometteurs et l'équipe voit émerger de jeunes joueurs talentueux comme Éric Carrière et le gaucher Charles Devineau à l'animation au milieu, Sébastien Piocelle comme milieu défensif (qui entraîne le départ de Christophe Le Roux au mercato d'hiver) et enfin Olivier Monterrubio, élu meilleur espoir du championnat.

## Effectif et encadrement

### Tableau des transferts
| Nom                | Nationalité    | Poste     | Modalités      | Provenance/Destination    | Division              |
| ------------------ | -------------- | --------- | -------------- | ------------------------- | --------------------- |
| Arrivées           |                |           |                |                           |                       |
| Éric Loussouarn    | France         | Gardien   | Retour de prêt | LB Châteauroux            | Division 1 (D1)       |
| Pascal Delhommeau  | France         | Défenseur |                | FC Nantes Atlantique rés. | CFA (D4)              |
| Nestor Fabbri      | Argentine      | Défenseur |                | CA Boca Juniors           | Primera División (D1) |
| Yves Deroff        | France         | Défenseur |                | FC Nantes Atlantique rés. | CFA (D4)              |
| Charles Devineau   | France         | Milieu    |                | FC Nantes Atlantique rés. | CFA (D4)              |
| Samuel Fenillat    | France         | Milieu    |                | FC Nantes Atlantique rés. | CFA (D4)              |
| Sébastien Macé     | France         | Milieu    |                | FC Nantes Atlantique rés. | CFA (D4)              |
| Antoine Sibierski  | France         | Milieu    |                | AJ Auxerre                | Division 1 (D1)       |
| Diego Bustos       | Argentine      | Attaquant |                | Ferro Carril Oeste        | Primera División (D1) |
| Nenad Bjeković     | RF Yougoslavie | Attaquant | Retour de prêt | LB Châteauroux            | Division 1 (D1)       |
| Marama Vahirua     | France         | Attaquant |                | FC Nantes Atlantique rés. | CFA (D4)              |
| Départs            |                |           |                |                           |                       |
| Fabrice Grange     | France         | Gardien   |                | Liaoning Tianrun          | Jia B League (D2)     |
| Bruno Carotti      | France         | Défenseur |                | Paris SG                  | Division 1 (D1)       |
| Laurent Guyot      | France         | Défenseur |                | Toulouse FC               | Division 2 (D2)       |
| Serge Le Dizet     | France         | Défenseur |                | Retraite sportive         |                       |
| Stéphane Lièvre    | France         | Défenseur |                | Blessure grave            |                       |
| Jean-Michel Ferri  | France         | Milieu    |                | İstanbulspor AȘ           | Turkiye 1. Lig (D1)   |
| Jocelyn Gourvennec | France         | Milieu    |                | Olympique de Marseille    | Division 1 (D1)       |
| David Andréani     | France         | Attaquant | Prêt           | OGC Nice                  | Division 2 (D2)       |
| Nenad Bjeković     | France         | Attaquant |                | FK Partizan Belgrade      | Prva Liga (D1)        |

| Nom                | Nationalité | Poste     | Modalités | Provenance/Destination | Division              |
| ------------------ | ----------- | --------- | --------- | ---------------------- | --------------------- |
| Arrivées           |             |           |           |                        |                       |
| Sergio Comba       | Argentine   | Attaquant |           | Ferro Carril Oeste     | Primera División (D1) |
| Départs            |             |           |           |                        |                       |
| Christophe Le Roux | France      | Milieu    |           | Stade rennais FC       | Division 1 (D1)       |
| Samba N'Diaye      | Sénégal     | Attaquant | Prêt      | AS Saint-Étienne       | Division 2 (D2)       |

## Compétitions

### Division 1
| Date                       | Journée | TV          | Adversaire               | Lieu | Score | Buteurs du FCNA                                                  | Class. | Afflences |
| -------------------------- | ------- | ----------- | ------------------------ | ---- | ----- | ---------------------------------------------------------------- | ------ | --------- |
| Samedi 8 août 1998         | J01     | -           | Olympique de Marseille   | Ext. | 0 - 2 | -                                                                | 18     | 56.232    |
| Samedi 15 août 1998        | J02     | -           | RC Strasbourg            | Dom. | 1 - 0 | Olembe 26e                                                       | 9      | 22.170    |
| Dimanche 23 août 1998      | J03     | Canal+ Bleu | AS Nancy-Lorraine        | Ext. | 0 - 1 | -                                                                | 13     | 11.540    |
| Samedi 29 août 1998        | J04     | -           | FC Sochaux-Montbéliard   | Dom. | 2 - 0 | Sibierski 2e (pen.), Carrière 89e                                | 10     | 18.560    |
| Vendredi 11 septembre 1998 | J05     | -           | Toulouse FC              | Ext. | 3 - 2 | Monterrubio 45e 47e, A. Touré 74e                                | 5      | 11.503    |
| Samedi 19 septembre 1998   | J06     | -           | FC Lorient               | Dom. | 1 - 1 | C. Le Roux 39e (pen.)                                            | 7      | 32.196    |
| Vendredi 25 septembre 1998 | J07     | -           | RC Lens                  | Ext. | 4 - 2 | C. Le Roux 12e (pen.), Gillet 32e, Savinaud 86e, Monterrubio 90e | 5      | 31.013    |
| Samedi 3 octobre 1998      | J08     | -           | Olympique lyonnais       | Dom. | 2 - 0 | Da Rocha 56e, Monterrubio 90e                                    | 3      | 28.226    |
| Vendredi 16 octobre 1998   | J09     | -           | FC Girondins de Bordeaux | Ext. | 0 - 2 | -                                                                | 6      | 29.673    |
| Samedi 24 octobre 1998     | J10     | -           | Paris Saint-Germain FC   | Dom. | 0 - 0 | -                                                                | 6      | 33.159    |
| Jeudi 29 octobre 1998      | J11     | Canal+      | AS Monaco FC             | Ext. | 1 - 3 | Fabbri 42e                                                       | 7      | 9.205     |
| Samedi 7 novembre 1998     | J12     | -           | AJ Auxerre               | Ext. | 1 - 1 | Sibierski 17e                                                    | 6      | 10.304    |
| Mardi 10 novembre 1998     | J13     | Canal+ Vert | Le Havre AC              | Dom. | 1 - 1 | Suffo 10e                                                        | 7      | 21.535    |
| Samedi 14 novembre 1998    | J14     | -           | FC Metz                  | Ext. | 0 - 1 | -                                                                | 9      | 15.945    |
| Vendredi 20 novembre 1998  | J15     | -           | Montpellier HSC          | Dom. | 1 - 1 | Decroix 38e                                                      | 11     | 19.993    |
| Samedi 28 novembre 1998    | J16     | -           | Stade rennais FC         | Ext. | 3 - 2 | Sibierski 30e, Suffo 84e, C. Le Roux 90e                         | 8      | 19.134    |
| Vendredi 4 décembre 1998   | J17     | -           | SC Bastia                | Dom. | 2 - 0 | Da Rocha 18e 54e                                                 | 6      | 17.605    |
| Samedi 11 décembre 1998    | J18     | Canal+      | RC Strasbourg            | Ext. | 2 - 2 | Fabbri 8e, Monterrubio 55e                                       | 6      | 12.532    |
| Mercredi 16 décembre 1998  | J19     | -           | AS Nancy-Lorraine        | Dom. | 2 - 0 | Fabbri 39e, Da Rocha 52e                                         | 4      | 19.260    |
| Samedi 19 décembre 1998    | J20     | -           | FC Sochaux-Montbéliard   | Ext. | 1 - 1 | Fabbri 70e                                                       | 5      | 6.905     |
| Samedi 16 janvier 1999     | J21     | -           | Toulouse FC              | Dom. | 2 - 0 | Da Rocha 40e, Monterrubio 86e                                    | 4      | 18.538    |
| Samedi 30 janvier 1999     | J22     | -           | FC Lorient               | Ext. | 1 - 1 | Sibierski 83e                                                    | 5      | 12.660    |
| Samedi 6 février 1999      | J23     | -           | RC Lens                  | Dom. | 2 - 0 | Monterrubio 28e, Devineau 44e                                    | 4      | 31.112    |
| Samedi 13 février 1999     | J24     | -           | Olympique lyonnais       | Ext. | 1 - 2 | Suffo 76e                                                        | 5      | 23.093    |
| Jeudi 25 février 1999      | J25     | -           | FC Girondins de Bordeaux | Dom. | 0 - 0 | -                                                                | 6      | 35.049    |
| Mercredi 10 mars 1999      | J26     | -           | Paris Saint-Germain FC   | Ext. | 0 - 0 | -                                                                | 6      | 40.640    |
| Vendredi 19 mars 1999      | J27     | Canal+      | AS Monaco FC             | Dom. | 0 - 1 | -                                                                | 7      | 34.085    |
| Samedi 3 avril 1999        | J28     | -           | AJ Auxerre               | Dom. | 2 - 2 | Da Rocha 30e, Monterrubio 71e                                    | 6      | 24.546    |
| Mercredi 14 avril 1999     | J29     | -           | Le Havre AC              | Ext. | 1 - 2 | Da Rocha 3e                                                      | 6      | 14.187    |
| Samedi 24 avril 1999       | J30     | -           | FC Metz                  | Dom. | 0 - 0 | -                                                                | 7      | 30.252    |
| Samedi 1er mai 1999        | J31     | -           | Montpellier HSC          | Ext. | 2 - 1 | Devineau 29e, Suffo 78e                                          | 6      | 14.205    |
| Mercredi 5 mai 1999        | J32     | -           | Stade rennais FC         | Dom. | 2 - 1 | Chanelet 17e, A. Touré 77e                                       | 6      | 32.185    |
| Samedi 22 mai 1999         | J33     | -           | SC Bastia                | Ext. | 0 - 1 | -                                                                | 6      | 6.090     |
| Samedi 29 mai 1999         | J34     | -           | Olympique de Marseille   | Dom. | 0 - 1 | -                                                                | 7      | 35.437    |

### Coupe de France
| Date            | Tour            | Adversaire          | Niveau | Lieu   | Score                  | Buteurs du FCNA                             | Affluence |
| --------------- | --------------- | ------------------- | ------ | ------ | ---------------------- | ------------------------------------------- | --------- |
| 23 janvier 1999 | 1/32e de finale | La Roche-sur-Yon VF | (D4)   | Ext.   | 1 - 0                  | Monterrubio 7e                              | 4.978     |
| 20 février 1999 | 1/16e de finale | Paris SG            | D1     | Ext.   | 1 - 1 (5-4 aux t.a.b.) | Decroix 7e                                  | 25.000    |
| 14 mars 1999    | 1/8e de finale  | FC Metz             | D1     | Ext.   | 3 - 1                  | Monterrubio 33e, Savinaud 48e, A. Touré 90e | 9.214     |
| 10 avril 1999   | 1/4 finale      | EA Guingamp         | D2     | Dom.   | 2 - 0                  | Monterrubio 30e, Deroff 90e                 | 29.321    |
| 28 avril 1999   | 1/2 finale      | Nîmes Olympique     | D2     | Dom.   | 1 - 0                  | Savinaud 77e                                | 24.668    |
| 14 mai 1999     | Finale          | CS Sedan-Ardennes   | D2     | Neutre | 1 - 0                  | Monterrubio 58e (pen.)                      | 78.586    |

### Coupe de la Ligue
| Date                  | Tour            | Adversaire | Niveau | Lieu | Score | Buteurs du FCNA | Affluence |
| --------------------- | --------------- | ---------- | ------ | ---- | ----- | --------------- | --------- |
| Samedi 9 janvier 1999 | 1/16e de finale | FC Metz    | D1     | Ext. | 0 - 1 | -               | 10.801    |

## Statistiques

### Statistiques collectives
| Compétition       | Débute au tour  | Termine         | Matches joués | Gagnés | Nuls | Perdus | Buts pour | Buts contre | Différence |
| ----------------- | --------------- | --------------- | ------------- | ------ | ---- | ------ | --------- | ----------- | ---------- |
| Division 1        | -               | 7e              | 34            | 12     | 12   | 10     | 40        | 34          | +6         |
| Coupe de France   | 1/32e de finale | Vainqueur       | 6             | 5      | 1    | 0      | 9         | 2           | +7         |
| Coupe de la Ligue | 1/16e de finale | 1/16e de finale | 1             | 0      | 0    | 1      | 0         | 1           | - 1        |
| Total             | -               | -               | 41            | 17     | 13   | 11     | 49        | 37          | +12        |